# Rzemiosło wojenne (film 2001)
Rzemiosło wojenne (wł. Il mestiere delle armi) – włosko-francusko-niemiecko-bułgarski dramat historyczny z 2001 roku w reżyserii Ermanno Olmiego. 

## Obsada
- Dimitar Ratchkov - Luc'Antonio Cuppano
- Sergio Grammatico - Federico Gonzaga
- Sasa Vulicevic - Pietro Aretino
- Sandra Ceccarelli - Nobildonna di Mantova
- Desislava Tenekedjieva - Katarzyna Medycejska
- Christo Żiwkow - Giovanni Medyceusz

i inni.

## Produkcja
Zdjęcia kręcono w Bułgarii (wioska Dubovan w obwodzie Plewen) oraz we Włoszech (Ferrara, Mantua, Soncino w prowincji Cremona, Torre Pallavicina w prowincji Bergamo).